# Biserica romano-catolică din Prisaca Dornei

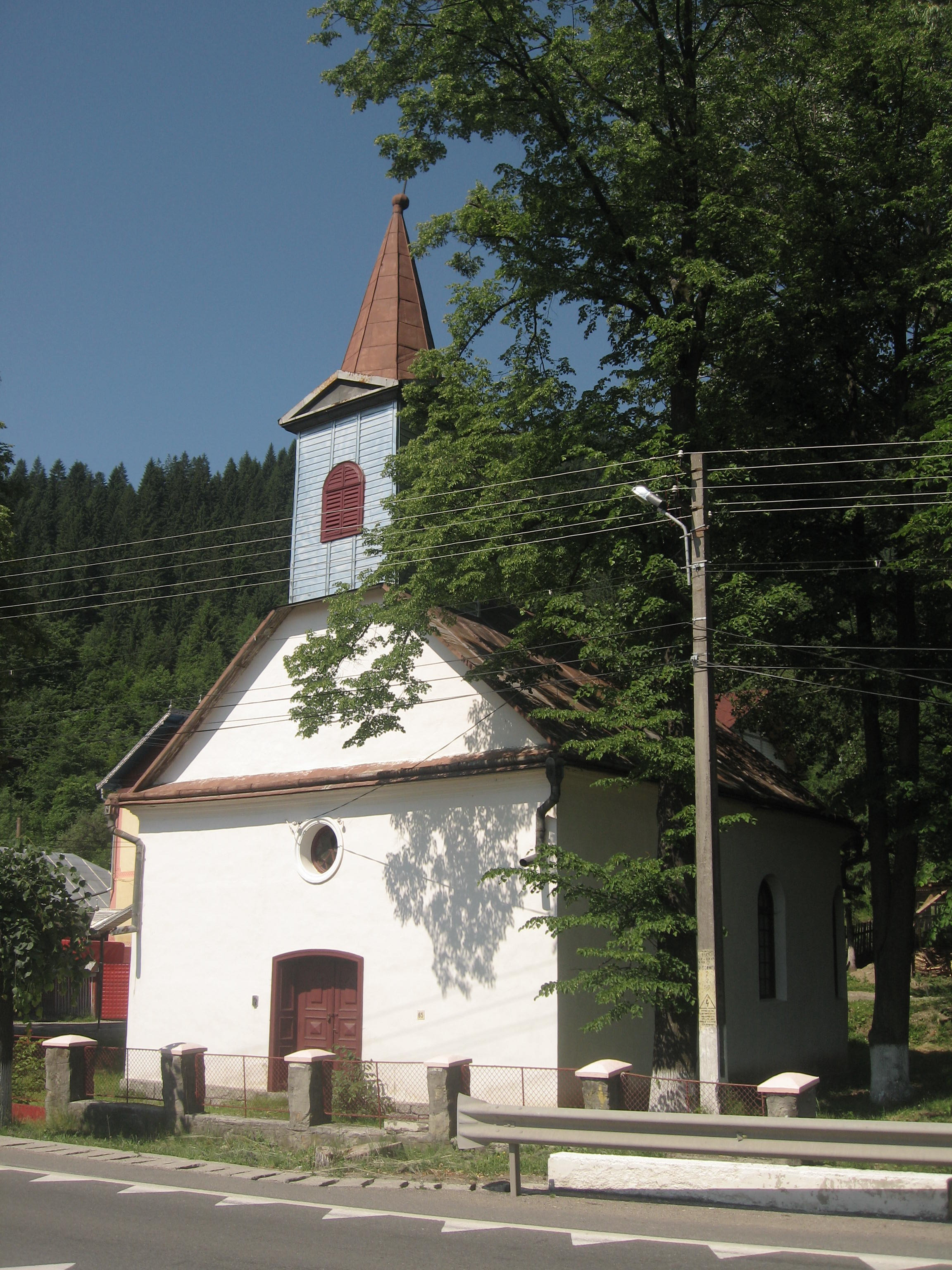
Biserica romano-catolică din Prisaca Dornei

Biserica "Înălțarea Sfintei Cruci" din Prisaca Dornei este o biserică romano-catolică construită în anul 1911 în satul Prisaca Dornei din comuna Vama (județul Suceava). Ea se află de-a lungul drumului care face legătura între orașele Suceava și Câmpulung Moldovenesc. 

## Comunitatea germană din Prisaca Dornei
După anexarea Bucovinei de către Imperiul Habsburgic (1775), autoritățile austriece au adus aici coloniști de origine germană, care proveneau din diverse regiuni ale imperiului și din landurile germane. În anul 1807 s-a format în capătul dinspre Câmpulung Moldovenesc al satului Vama, în lunca împădurită de sub culmea Hurghiș, o colonie germană cu numele de Eisenau. Aceasta era așezată pe partea stângă a cursului superior al Moldovei, la o distanță de 12 km sud-est de orașul Câmpulung Moldovenesc, în apropiere de defileul unde, conform legendei, voievodul Dragoș Vodă și-ar fi pierdut cățelușa Molda.
Primii coloniști germani au sosit la Prisaca Dornei (în germană Eisenau) în perioada 1807-1808 și erau mineri germani din Grundler (Slovacia). În 1810, evidențele austriece consemnau aici 38 familii de țipteri.  Până la mijlocul secolului al XIX-lea au continuat să vină și alți coloniști germani, care au lucrat ca mineri sau muncitori la fabrica de cherestea. Aceștia erau în majoritate de confesiune evanghelică (luterană), dar exista și o minoritate romano-catolică. 
Coloniștii germani se ocupau cu exploatarea minereurilor. Aici a funcționat în trecut și o turnătorie (laminorul lui Manz) unde se produceau cuțite de plug, lopeți, târnăcoape, ceainice, variate tipuri de tablă și de oțel-balot și sârmă, iar ulterior au început să se confecționeze șine de cale ferată pentru liniile Lemberg-Cernăuți și Burdujeni-Iași.
După darea în exploatarea a liniei ferate Dărmănești-Câmpulung Moldovenesc (1888), în colonia germană Eisenau au sosit și italieni din Tirolul de Sud, care lucrau ca cioplitori în piatră, ei realizând monumentele funerare din majoritatea orașele Bucovinei, ba chiar și din Moldova (Iași, Botoșani). 
Comunitatea germană a continuat să crească până în 1918. Satul avea învățători care predau copiilor în limba germană, dar prima școală germană a fost înființată abia în 1902, la inițiativa lui Franz Neuhauser.  Etnicii germani au construit și biserici: o biserică protestantă (1821) și una catolică (1911). 
După Unirea Bucovinei cu România (1918), numărul germanilor din Prisaca Dornei s-a menținut constant. Învățământul a început să se desfășoare însă numai în limba română. 
Etnicii germani au fost mutați în anul 1940 în zone ocupate de Germania Nazistă. România și Germania au încheiat o convenție prin care statul român se obliga să achite despăgubiri pentru fiecare clădire în parte, inclusiv pentru terenurile și pădurile germanilor care au emigrat. Etnicii germani din Prisaca Dornei au fost transportați cu două garnituri de tren și au fost cazați în principal în trei mănăstiri din Bavaria: Mănăstirea Sf. Magdalena din Altötting, Mănăstirea Algasing din apropiere de Dorfen și Mănăstirea Sf. Otilia din apropiere de Ammersee. Alți emigranți au fost adăpostiți într-o casă de agrement din Eichenau în apropiere de Fürstenfeldbruck, care a fost folosită ca lagăr de reinstalare. Ei au fost naturalizați în 1941 și așezați în Altreich sau în zonele estice ale Reichului german. După război, mulți emigranți din Eisenau s-au stabilit în comuna Taufkirchen (Vils), unii în orașul Dorfen, iar alții la Altötting.

## Biserica romano-catolică din Prisaca Dornei
Prima biserică din Prisaca Dornei (în germană Eisenau) a fost ridicată în 1821 de comunitățile evanghelică luterană și romano-catolică (care reprezenta o minoritate de sub 10% din populația coloniei). Cele două comunități germane au hotărât să folosească biserica în comun, semnând un acord în acest sens la 1 aprilie 1825. 
Încă de la început, comunitatea romano-catolică din Eisenau (Prisaca Dornei) a fost păstorită de preoții din Câmpulung Moldovenesc. Decretul nr. 4445 din 7 februarie 1854 al Guvernului Bucovinei, prin care s-au stabilit jurisdicțiile parohiilor romano-catolice din ducat, a stabilit în jurisdicția Parohiei Câmpulung comunitățile romano-catolice din localitățile: Argel, Ciumârna, Freudenthal, Frumosu, Gemenea, Moldovița, Ostra, Rus pe Boul (Paltinu), Sadova, Slătioara, Vama și Vatra Moldoviței. 
Evidențele parohiale din 1857 consemnează existența a unui număr de 167 credincioși romano-catolici la Eisenau (Prisaca).  După cum atestă o însemnare din 23 decembrie 1875 în Cronica Bisericii parohiale din Câmpulung, slujbele religioase se oficiau la Prisaca Dornei într-o capelă. 
La începutul secolului al XX-lea, din cauza faptului că protestanții voiau să rămână singuri în biserica pe care o aveau împreună cu catolicii, ei au dat catolicilor cota-parte cu care aceștia contribuiseră la construcția bisericii. Astfel, comunitatea germanilor de religie catolică din satul Prisaca Dornei, aflat pe atunci în Ducatul Bucovinei, a construit în anul 1911 o biserică proprie, din lemn. La momentul acela, în satul Prisaca Dornei locuiau mulți etnici germani. Biserica a fost construită de-a lungul drumului care leagă Suceava de Câmpulung Moldovenesc. Ea are hramul Înălțarea Sfintei Cruci (sărbătorit la 14 septembrie).
Evidențele parohiale din 1925 consemnează existența a unui număr de 165 credincioși romano-catolici la Eisenau (Prisaca), care erau păstoriți de preotul profesor Leonhard Haschler.  Liturghia la biserica romano-catolică din sat era oficiată o dată pe lună.
Prin decret episcopal, la 1 august 1939 se înființează Parohia Vama prin desprindere de Parohia Câmpulung, ca paroh fiind numit preotul Ernst Haik, născut în Iacobeni. Noii parohii îi sunt arondate comunitățile catolice din Argel, Deia, Frumosu, Moldovița, Molid, Rus pe Boul (Paltinu), Vatra Moldoviței, Eisenau (Prisaca) și Freudenthal.  Parohia Vama s-a desființat în timpului celui de-al doilea război mondial, ca urmare a emigrării în Germania a majorității credincioșilor romano-catolici (care erau de etnie germană), iar biserica din Prisaca Dornei a revenit în administrarea Parohiei Câmpulung.
În perioada regimului comunist, numărul credincioșilor romano-catolici din Prisaca Dornei s-a micșorat în mod continuu, majoritatea lor emigrând în Germania.
Aflat la 21 martie 2004 într-o vizită pastorală în Parohia Câmpulung Moldovenesc, episcopul Petru Gherghel a trecut și pe la biserica filială din Prisaca Dornei în drumul său spre bisericile filiale Pojorâta și Vama, unde a celebrat liturghia. 
În prezent, Biserica romano-catolică din Prisaca Dornei este filială a Parohiei "Înălțarea Domnului" din Câmpulung Moldovenesc. În această biserică sunt celebrate liturghii foarte rar, din cauza lipsei de credincioși romano-catolici din localitate.

## Imagini

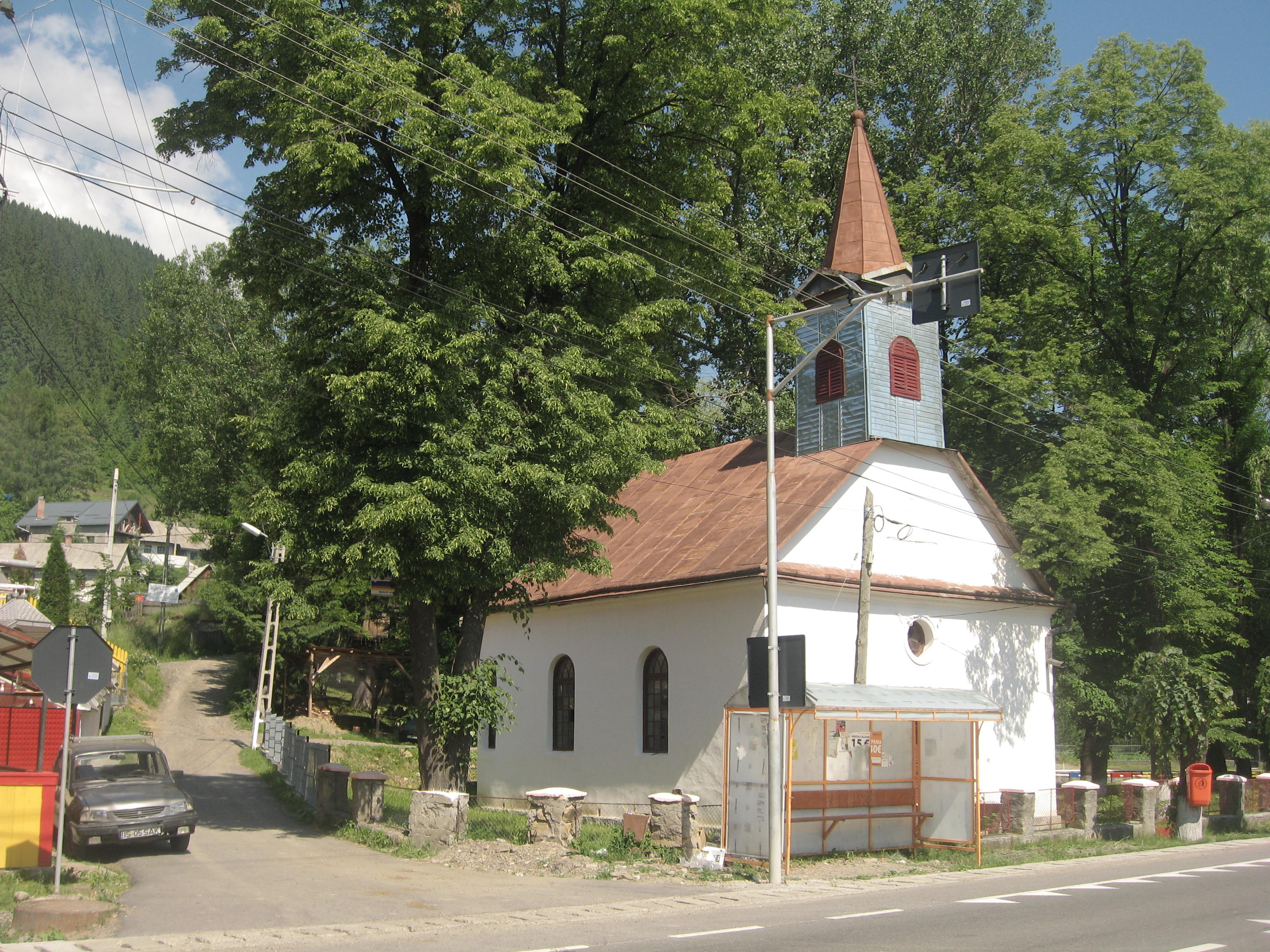
Biserica romano-catolică din Prisaca Dornei
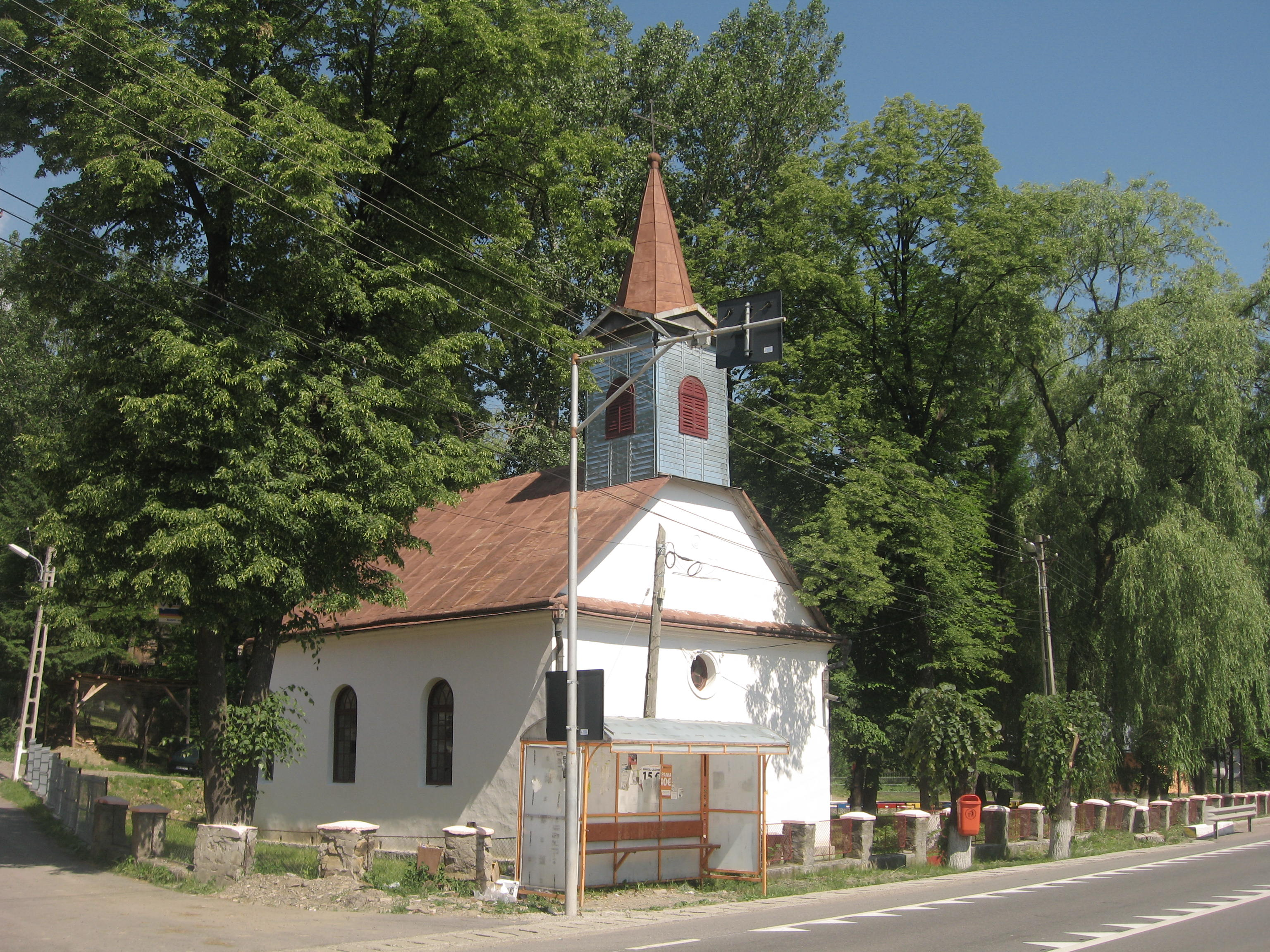
Biserica romano-catolică din Prisaca Dornei
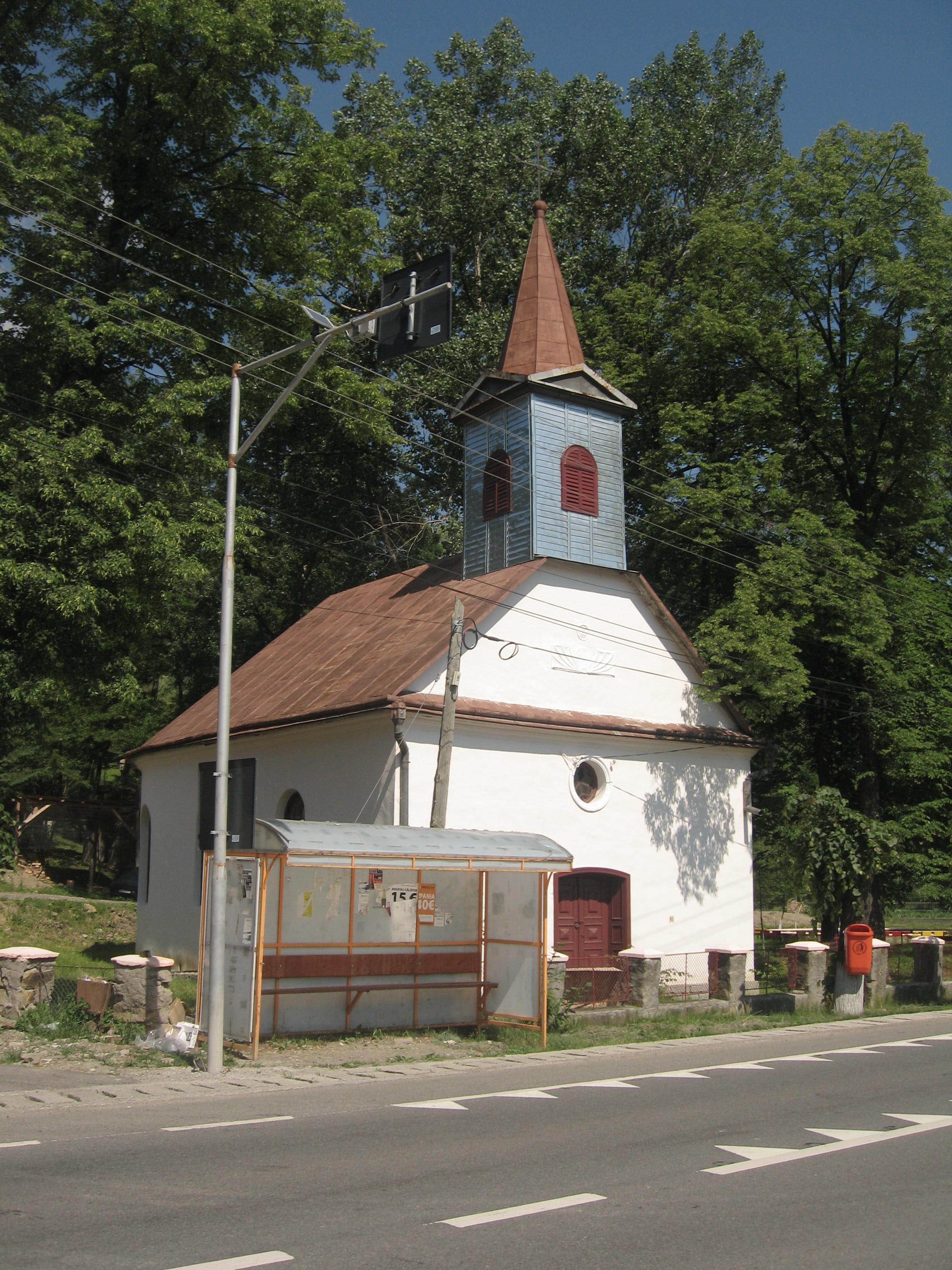
Biserica romano-catolică din Prisaca Dornei
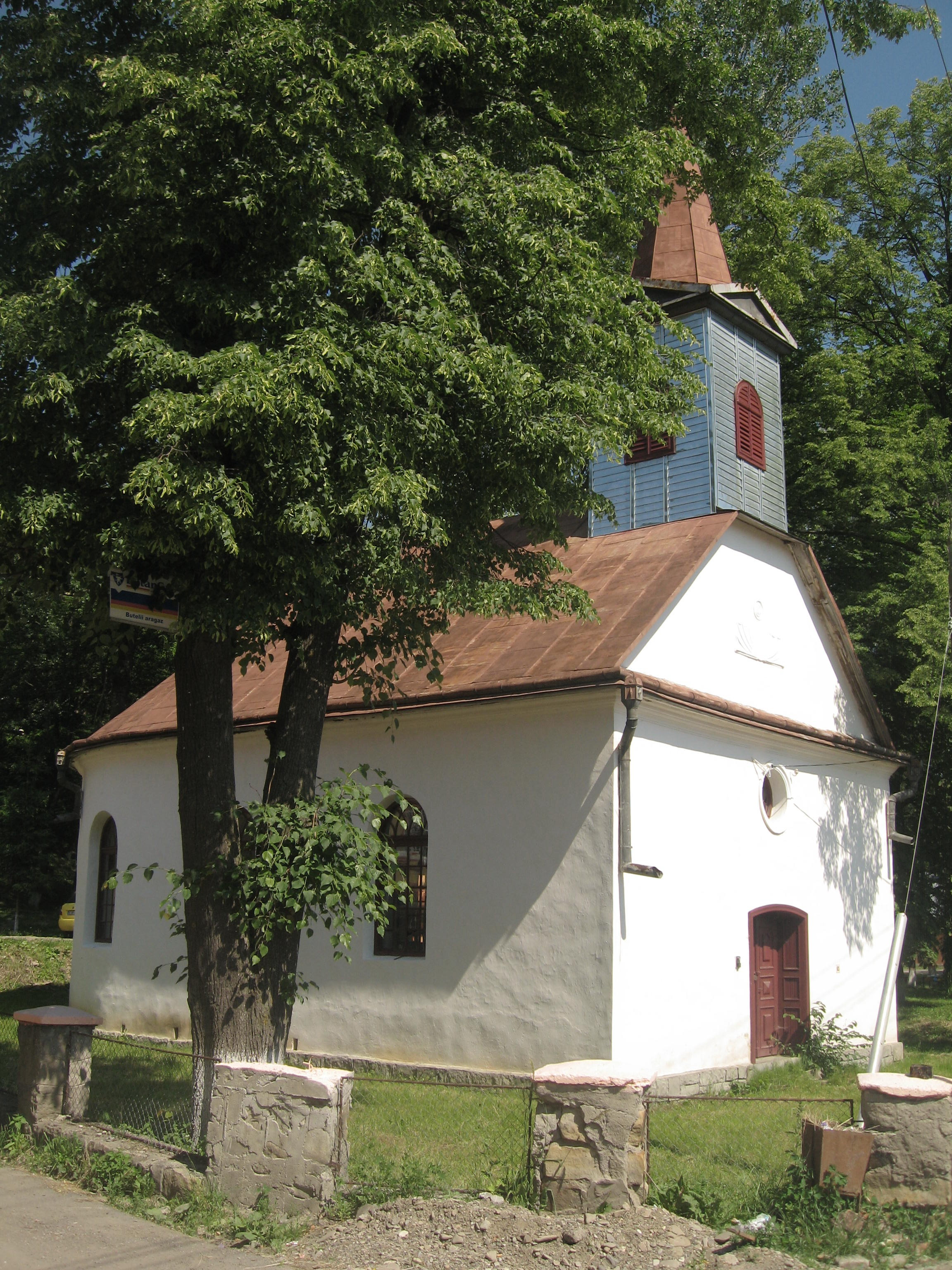
Biserica romano-catolică din Prisaca Dornei
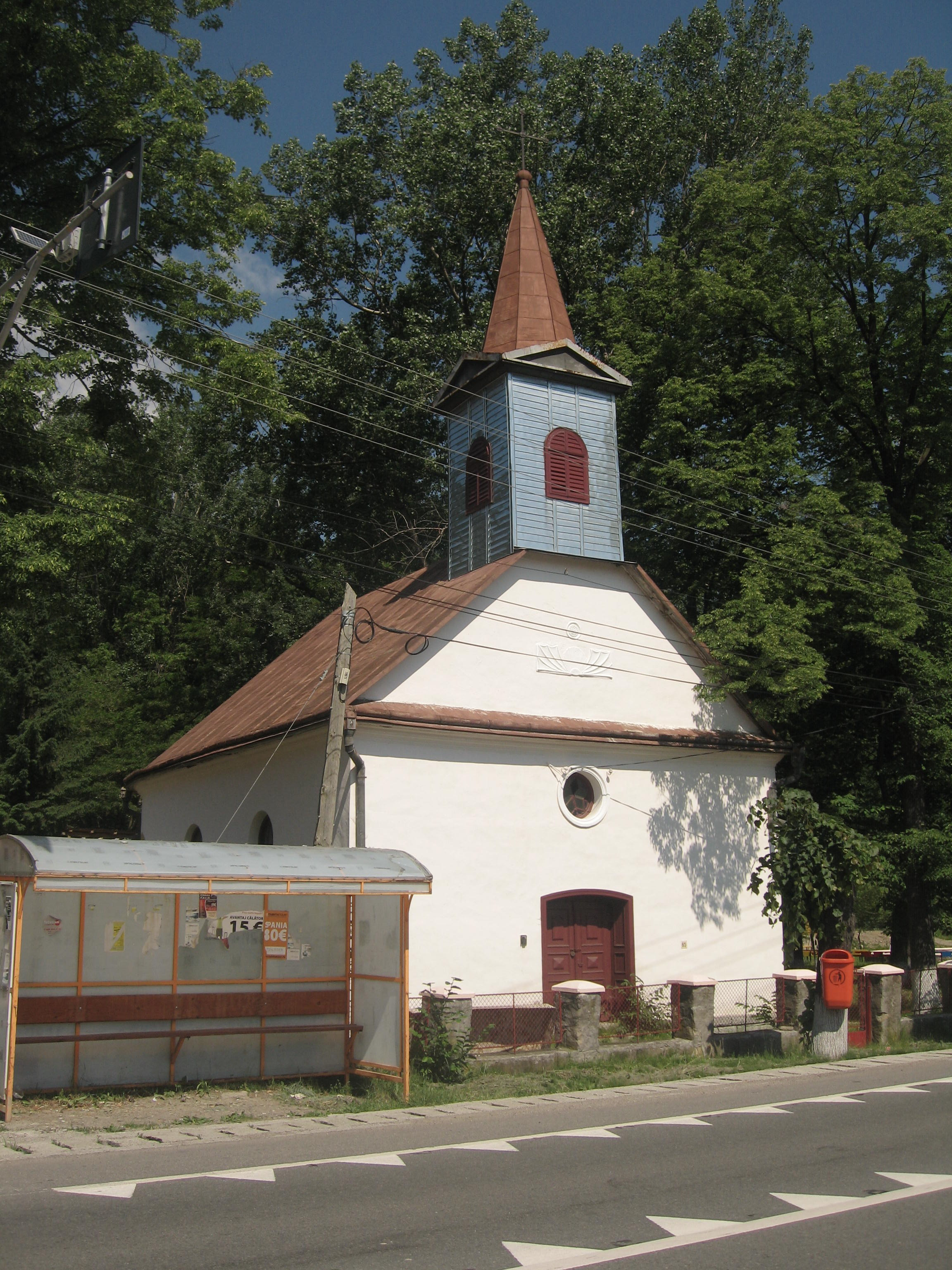
Biserica romano-catolică din Prisaca Dornei
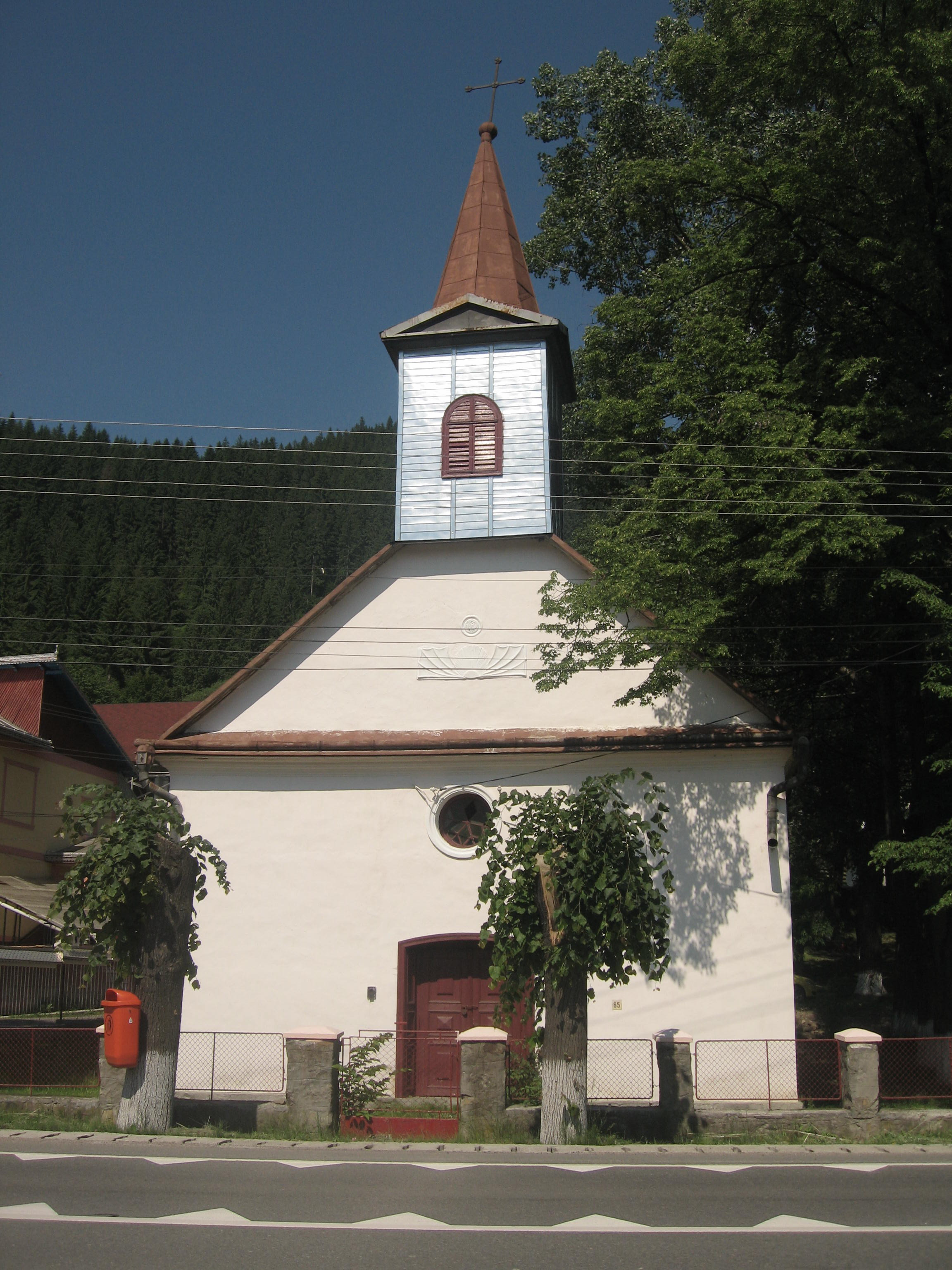
Biserica romano-catolică din Prisaca Dornei - vedere frontală
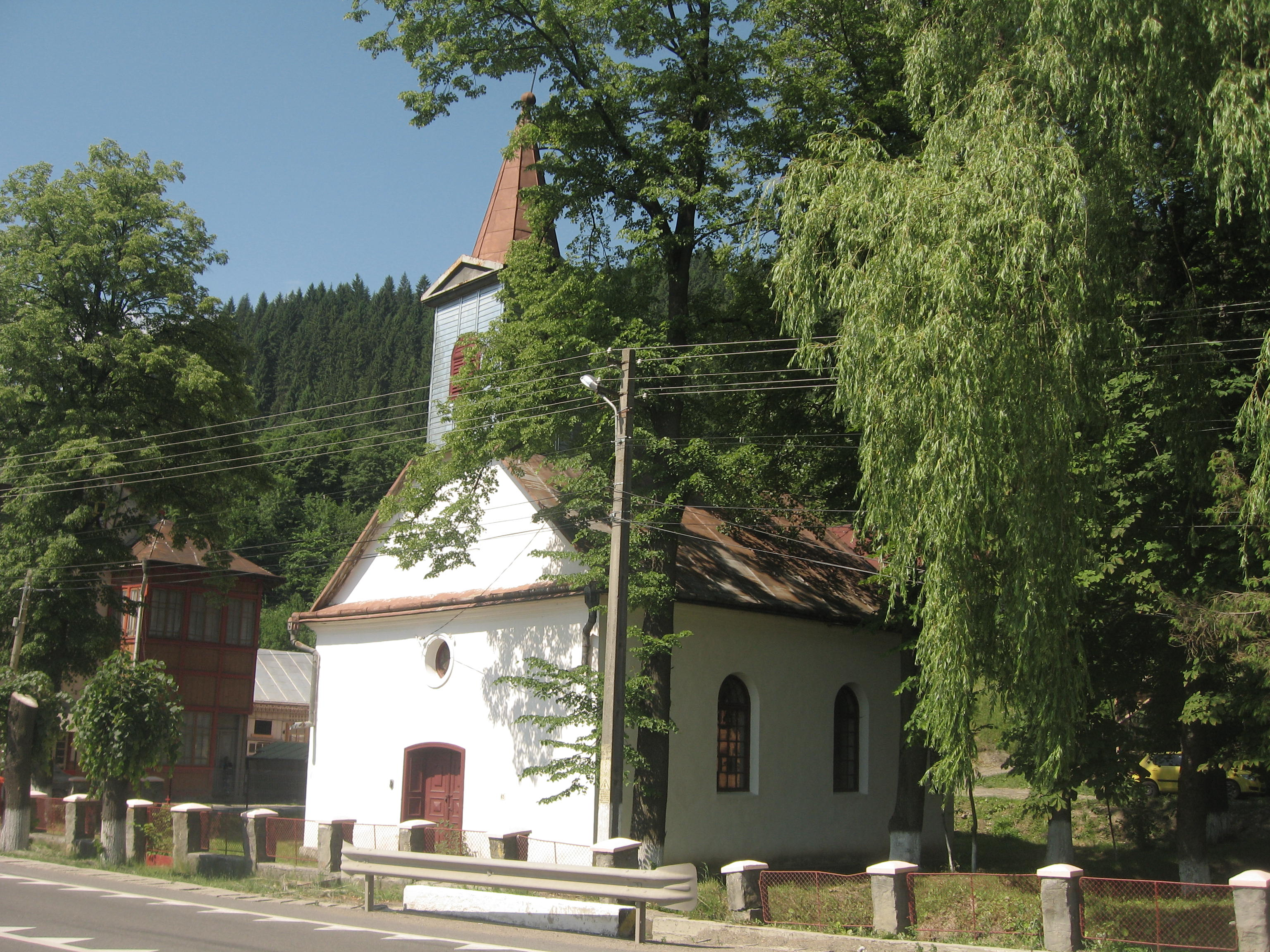
Biserica romano-catolică din Prisaca Dornei
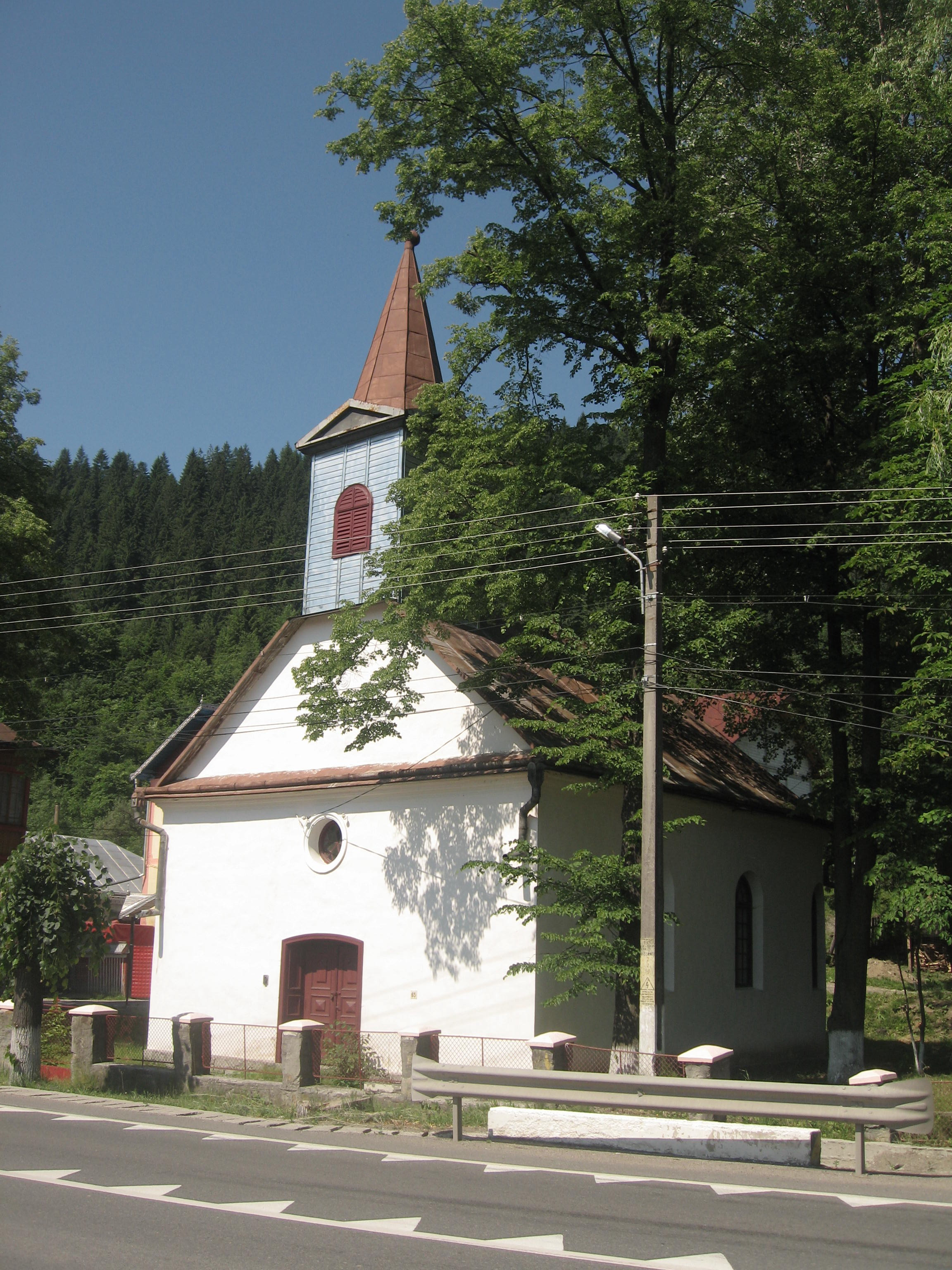
Biserica romano-catolică din Prisaca Dornei
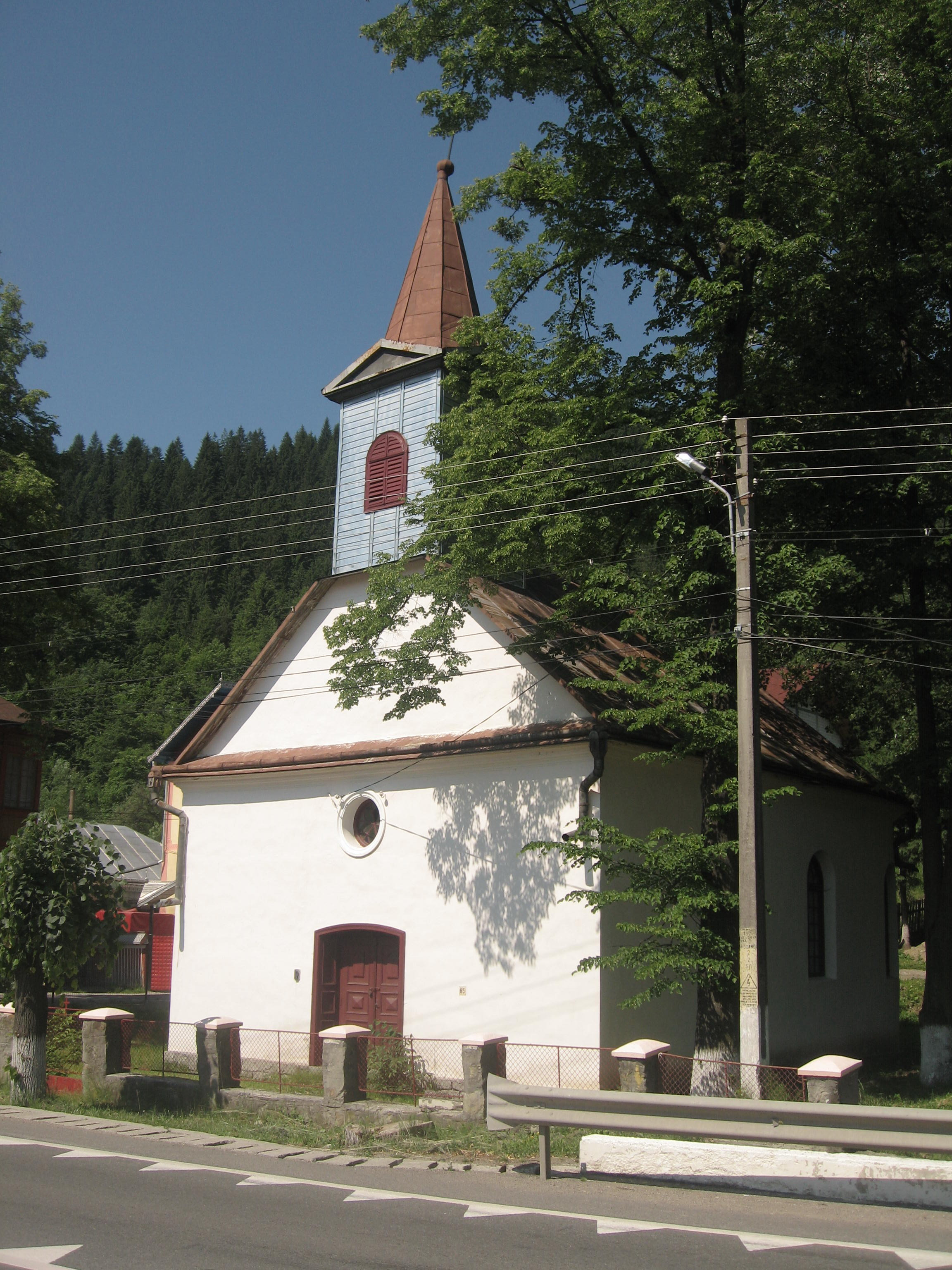
Biserica romano-catolică din Prisaca Dornei